# Jingadawa
Jingadawa – gaun wikas samiti w środkowej części Nepalu  w strefie Dźanakpur w dystrykcie Sarlahi. Według nepalskiego spisu powszechnego z 2001 roku liczył on 531 gospodarstw domowych i 3384 mieszkańców (1642 kobiet i 1742 mężczyzn).